# Aromiel

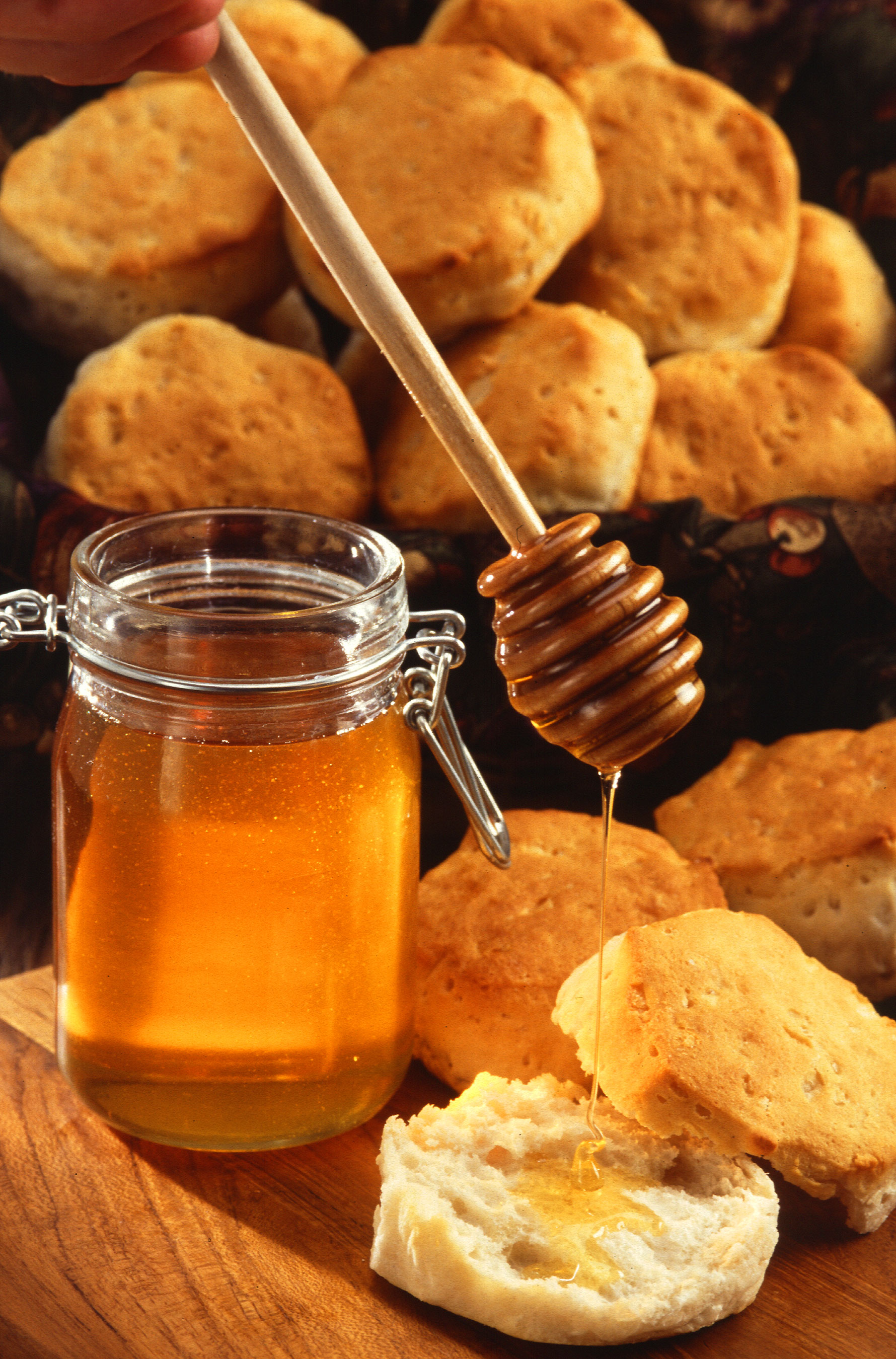
Miel.

El aromiel es la asociación de miel de abeja con uno o varios aceites esenciales.
El origen de la palabra aromiel proviene de aro, aroma, que contiene aceites esenciales extraídos de las plantas; y de “miel”, miel de abeja.
Los aceites esenciales extraídos de las plantas conservan los componentes y propiedades de la planta de procedencia y hoy en día sus virtudes terapéuticas son admitidas por la comunidad científica. Su uso en el tratamiento y prevención de dolencias da lugar a una nueva disciplina de la Salud alternativa: la aromaterapia.

## Aceites esenciales y miel

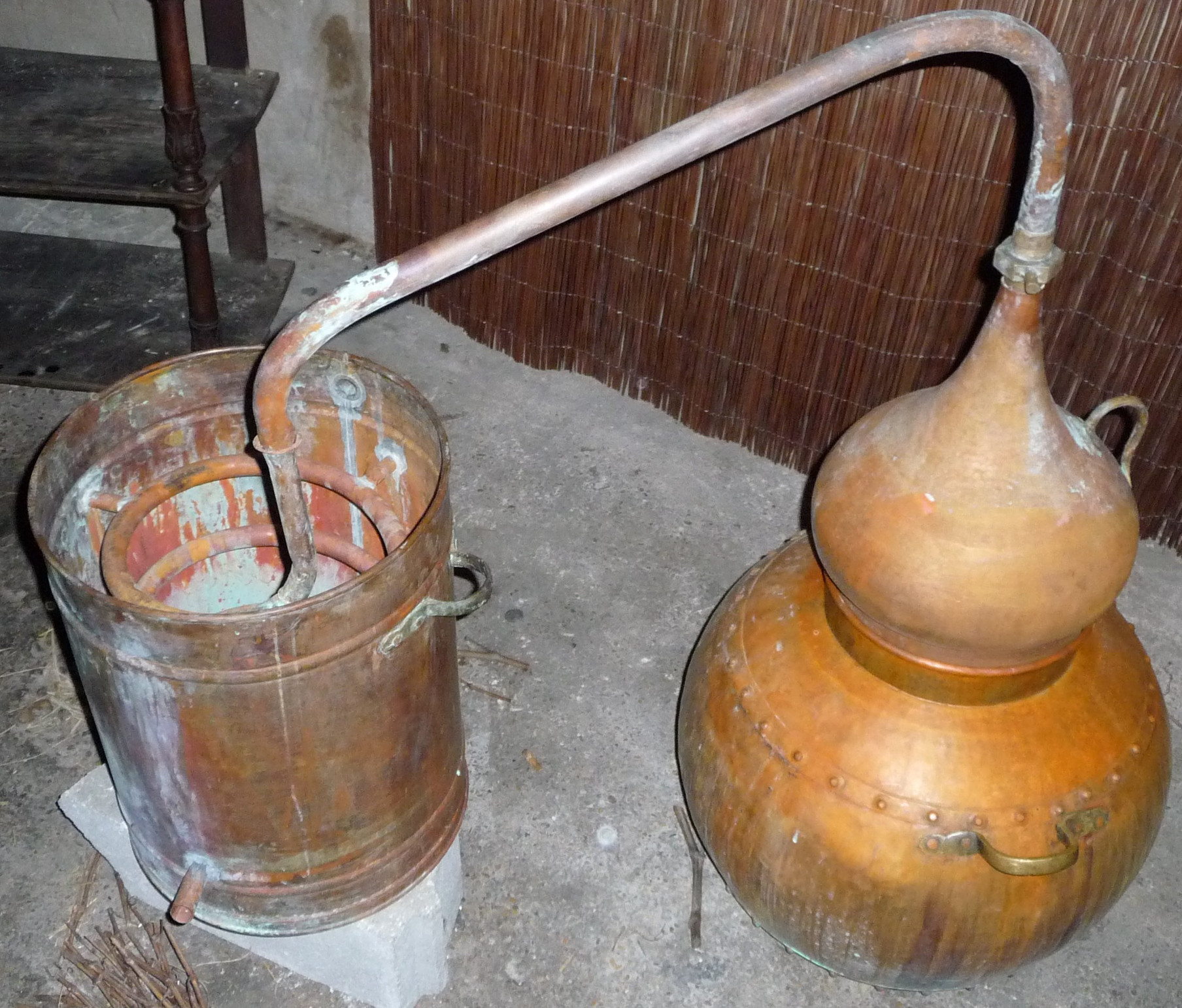
Alambique.

Los aceites esenciales son ligeros y no grasos, la mayoría de ellos incoloros o de un color amarillento, se disuelven fácilmente en los aceites grasos y no lo hacen en agua.
Son muy complejos desde el punto de vista químico y esta misma complejidad hace que sean a la vez versátiles y seguros, dado que los numerosos componentes químicos actúan conjuntamente y equilibran sus efectos entre sí.
Tienen múltiples propiedades antibióticas, antiinflamatorias, analgésicas, antisépticas, astringentes y bactericidas.
Su uso puede realizarse tanto a nivel interno como externo, pero en ambos casos necesita un medio en el que disolverse, en ningún caso deben aplicarse en estado puro sin diluir.
Para este menester se han probado distintos medios: a nivel externo son ideales los aceites vegetales, mientras que a nivel interno, tras probar con distintas sustancias (infusiones, azúcar), se ha comprobado que la miel es un vehículo satisfactorio y seguro.
Existe otro factor que justifica la validez de la miel como vehículo y es la sinergia y afinidad que existe entre ambos productos, de tal manera  que se multiplica el efecto terapéutico de la propia miel así como de los aceites esenciales empleados.
Los aromieles son medicamentos en toda la acepción de la palabra y constituyen uno de los logros más relevantes de la apiterapia (tratamiento holístico con productos derivados de la colmena).

## Utilización de aceites esenciales
La utilización de los aromas vegetales comprende dos usos muy diferentes:
- La simple aromatización, que tiene el fin de reforzar el aroma propio de la miel o variarlo agradablemente. Es el arte de satisfacer el paladar, sin perjudicar la calidad del alimento. La cantidad de aroma  a emplear depende de distintos factores, tales como el propio aroma de la miel o el gusto del consumidor, pero, en general, sirva como referencia la cantidad de 10 gotas por cada 100 g de miel.
Igualmente, se puede aromatizar la miel utilizando la materia vegetal, la parte más olorosa de ella. Las flores, como las de azahar, los pétalos de las rosas, o las flores del limonero.

- Los aromieles, a los que se les pretende dar una utilidad terapéutica y para ello la concentración de esencias es mucho mayor que en el caso anterior.

## Producción
Para la producción de aromieles hay que escoger mieles que se correspondan con las normas de tipificación terapéutica, o bien mieles de calidad biológica. Los aceites esenciales que entran en su composición serán acompañados con el rótulo "bio", para que se garantice su calidad.
Dada la gran fortaleza de los aceites esenciales, la realización de aromieles debe quedar restringida a personal cualificado.

## Recomendaciones
Los aromieles presentan riesgo de toxicidad, con que si las combinaciones que se realizan son inadecuadas, pueden tener consecuencias negativas.
Si cae en los ojos aceites esenciales o aromiel, inmediatamente habrá que aplicarse algún aceite vegetal. Nunca con agua.
- Precauciones: no se recomiendan los aromieles para el uso interno en niños, embarazadas o  madres que amamantan.
- Concentración: para uso interno, un porcentaje comprendido entre el 2% y el 5%. Una concentración estándar podría ser 100 gotas para 100 g de miel, lo que equivale a una concentración del 4%. Para uso externo no se debe sobrepasar el 1%, siendo una concentración estándar 25 gotas para 100 gramos de miel.
- Dosis: para patologías agudas se recomienda la toma de tres cucharaditas durante un periodo de diez días. En caso de patologías crónicas, dos cucharadas soperas al día 10 minutos antes de las comidas durante un periodo de quince días.
- Forma de uso: no es conveniente tomarla de golpe, lo ideal es saborearla o dejarla debajo de la lengua hasta su total disolución y absorción por la saliva, de esta forma se evita su paso por el tubo digestivo y pasa directamente al torrente sanguíneo.